# Jan Beroun
Jan Beroun (* 12. února 1962) je český voják a zpravodajec, bývalý policista, v letech 2004 až 2008 náměstek ředitele ÚZSI, v letech 2014 až 2024 ředitel Vojenského zpravodajství.

## Život
V letech 1980 až 1984 vystudoval Vysokou školu ekonomickou v Praze (získal titul Ing.). V roce 1986 pak absolvoval postgraduální studijní program a v roce 2001 Akademii FBI v Quanticu v americkém státě Virginie.
Mezi roky 1985 a 2002 pracoval u Policie ČR, mimo jiné jako šéf kriminalistů v Praze 2. Byl šéfem speciální policejní jednotky takzvaných nelegálů, tedy detektivů pohybujících se v přestrojení mezi zločinci. Později stál u zrodu policejního útvaru na ochranu svědků. V březnu 2002 vyhrál výběrové řízení na místo náměstka policejního prezidenta pro uniformovanou policii, tehdejší ministr vnitra ČR Stanislav Gross však konkurz zrušil.
Následně od roku 2002 působil na Úřadu pro zahraniční styky a informace (ÚZSI), od roku 2004 jako náměstek ředitele ÚZSI pro operativu (tj. řídil všechny zpravodajské operace). Když v roce 2006 odcházel z postu ředitele ÚZSI Karel Randák doporučil jako svého nástupce právě Berouna, ten však místo nedostal. Naopak v roce 2008 skončil v pozici náměstka po vypuknutí aféry úniku videonahrávky se záznamem schůzky mezi lobbistou Miroslavem Šloufem a hradním kancléřem Jiřím Weiglem před volbou prezidenta Václava Klause pro jeho druhé funkční období. Do roku 2011 pak pracoval jako styčný důstojník ÚZSI v americkém Washingtonu.
V roce 2010 se o něm spekulovalo jako o favoritovi na post policejního prezidenta po Oldřichu Martinů, nakonec však tuto funkci obsadil Petr Lessy. Od prosince 2011 do února 2014 byl ředitelem a jednatelem české pobočky americké detektivní agentury Pinkerton. Začátkem roku 2014 se stal poradcem ministra obrany ČR Martina Stropnického.
V říjnu 2014 jej vláda jmenovala ředitelem Vojenského zpravodajství. V srpnu 2015 se objevily informace o jeho možném odvolání mimo jiné i v souvislosti s pěti unesenými Čechy v Libanonu, mezi nimiž byl i příslušník Vojenského zpravodajství, který v zemi plnil zpravodajskou misi (podle kritiků totiž Beroun nedokázal vysvětlit účel mise). Dne 28. října 2017 jej prezident Miloš Zeman jmenoval brigádním generálem, 27. října 2020 generálmajorem a 8. května 2022 generálporučíkem.
V pozici ředitele Vojenského zpravodajství skončil ke konci června 2024, ministryně obrany ČR Jana Černochová místo něj od července 2024 jmenovala Petra Bartovského. Od poloviny září 2024 se stane bezpečnostním ředitelem státního podniku Řízení letového provozu ČR. Navíc se má stát spolupracovníkem poradce pro národní bezpečnost Tomáše Pojara.
Jan Beroun hovoří plynně anglicky a rusky.